# حمدي الوزير
حمدي الوزير (8 أكتوبر 1955 -)، ممثل مصري.

## حياته
ولد في بور سعيد لعائلة فنية أنجبت عدد من الممثلين والمخرجين، حصل على بكالوريوس الهندسة من جامعة قنا. بدأ مشواره الفني في نهاية سبعينيات القرن العشرين، وكانت بداياته السينمائية قوية بشكل ملحوظ فشارك بدور في فيلم (إسكندرية ليه) مع المخرج الكبير (يوسف شاهين) في 1979، وشارك في عدة أعمال مميزة مثل (سواق الأوتوبيس، التخشيبة) في فترة الثمانينات، وأيضًا مسلسل رأفت الهجان الجزء الثالث عام 1992 بدور ضابط المخابرات الشاب (عادل) الذي يشارك الجاسوس (رأفت الهجان) مهامه للمرة الأولى. عمل أيضًا كمخرج لمسرحيات: (حرب البسوس، طقوس الإشارات والتحولات)، من أعماله التليفزيونية: (البحار مندي، المزاد، أوراق مصرية). حصل خلال مشواره على عدد من الجوائز.

## أعمال

### أفلام
| - الكهف:2018 - جدو نحنوح:2018 - رغدة متوحشة:2018-بنفسه - أسد سيناء:2016-زكريا خليل - فزاع:2015-بشخصيته الحقيقية - الحرامية:2012-المنتج - أبناء الشيطان:2000 - مصيدة الذئاب:1994-زيكو - يوم حار جدا:1993 - الغرقانة:1993-فريج زوج هلاله - الشطار:1993-شرقاوي بيه/ مسئول فرفشة الشطار | - دنيا عبدالجبار:1992-ريشه - قبضة الهلالي:1991-فيومي أبو رُكبة - العفاريت:1990-الشرطي حسام - المغتصبون:1989-جميل إبراهيم المكيساتي - باب النصر:1988 - العملاق:1987-رمزي - البنات والمجهول:1986-سعيد - بئر الاوهام:1986 - قبل الوداع:1986 - الحب في غرفة الانعاش:1985-صلاح - أيام في الحلال:1985-حسام | - الهلفوت:1984-سوكا - التخشيبة:1984-كمال رستم - الحريف:1984-محسن عبد الحكم - العوامة رقم 70: 1982-مهندس بالمحلج - سواق الأتوبيس:1982-ضيف الكمساري - الثأر:1982 - المحاكمة:1982-مدحت سلامة عبد ربه - الإنسان يعيش مرة واحدة:1981-حسين ابن بكري - الأبالسة:1980 - إسكندرية ليه؟:1979 - التراب الأحمر |

### مسلسلات
- موسى (مسلسل) :2021

- أفراح إبليس(ج2):2019-ضيف شرف
- الدولي:2018-ضيف شرف
- كابتن أنوش(ج1، 2):2017-كابتن حمصاني
- وضع أمني:2017-المعلم سيد
- بنات سوبرمان:2016-هشام زهران
- هي ودافنشي:2016-ضيف شرف
- الوسواس:2015
- الصعلوك:2015-شعبان غيبوبه
- مذكرات سيئة السمعة:2010
- الرجل والطريق:2009
- زهرة برية:2009
- نساء لا تعرف الندم:2009
- العائد:2008
- غريب الدار:2007- تمثيل وقصة وسيناريو وحوار
- خليها على الله:2007
- قلب امرأة:2007

||
- على باب مصر:2006-ضيف شرف-عز الدين أيبك
- المنصورية:2005
- ينابيع العشق:2005
- عواصف النساء:2005
- الظاهر بيبرس:2005
- على نار هادئة:2005
- لقاء ع الهوا:2004-ضيف الحلقات
- قيود بلا قضبان:2004
- حدث في الهرم:2004
- أشرار وطيبين:2004
- زهرة الياسمين:2004
- البحار مندي:2002-حودة
- اللؤلؤ المنثور:2002
- زمن عماد الدين:2002-ابو العيون
- أوراق مصرية(ج2):2002-سليمان شكري-ضيف الحلقات
- الكومي:2001-ضيف الحلقات

||
- منشية البكري:2001
- راجل حظه كده:2000
- الفتح المبين:2000-ابن وحشي
- الغالب والمغلوب:2000
- آمال وأقدار:1999
- ع الحلوه والمره:1999
- رياح الشرق:1998-ابن رضوان
- وتمضي الايام:1998
- سنوات الغربة:1997
- الأبطال(ج2):1997
- شيء من الحنان:1997
- حارة المحروسة:1996
- لعبة الأيام:1996
- عزبة المنيسي:1996
- صور ملونة:1994
- هنادي:1993

||
- المزاد:1993-زناتي
- الصمت:1993
- أهل الطريق:1993
- بيت العيلة:1992
- رأفت الهجان(ج3):1992-عادل
- أحزان نوح:1989
- الغفران:1989-عبدالغني
- ليلة هروب:1989-مسعد
- أشواقي بلا حدود:1988
- كوم الدكة:1987
- الساقية تدور:1987
- شرخ في جدار الحب
- البحيرات المرة
- لن أخضع لرجل
- إسطبل عنتر
- زينب

|}

### أخرى
| - من روسيا مع التحية:2018 - بلاغ:2002 - لا تخرجوا آدم من الجنة:2002-حازم - حرب الباسوس:2001 - طقوس الإشارات والتحولات:1996-عبدالله - الألبوم:1992 - ابناء الغربة:1990 - ملحمة كبريت:1985-كمال | - يومين لله - الغرفة 619 - المرافئ النائية - شلة حرامية-رجل أمن - شهادة ميلاد - النظارة الساحرة - واحد من الناس:2008-ضيف - البيت بيتك:2004-ضيف |